# Роману (комуна)
Роману (рум. Romanu) — комуна у повіті Бреїла в Румунії. До складу комуни входять такі села (дані про населення за 2002 рік):
- Оанча (472 особи)
- Роману (1467 осіб)

Комуна розташована на відстані 160 км на північний схід від Бухареста, 16 км на захід від Бреїли, 142 км на північний захід від Констанци, 26 км на південний захід від Галаца.

## Населення
За даними перепису населення 2002 року у комуні проживали 1939 осіб.
Національний склад населення комуни:
| Національність | Кількість осіб | Відсоток |
| -------------- | -------------- | -------- |
| румуни         | 1933           | 99,7%    |
| цигани         | 4              | 0,2%     |
| угорці         | 1              | 0,1%     |
| чанго          | 1              | 0,1%     |

Рідною мовою назвали:
| Мова      | Кількість осіб | Відсоток |
| --------- | -------------- | -------- |
| румунська | 1938           | 99,9%    |
| угорська  | 1              | 0,1%     |

Склад населення комуни за віросповіданням:
| Релігія            | Кількість осіб | Відсоток |
| ------------------ | -------------- | -------- |
| православні        | 1813           | 93,5%    |
| римо-католики      | 81             | 4,2%     |
| адвентисти         | 43             | 2,2%     |
| реформати          | 1              | 0,1%     |
| не вказали релігію | 1              | 0,1%     |